# Municipio Roma X
Il Municipio Roma X (fino al 2001 Circoscrizione XIII e fino al 2013 Municipio XIII) è la decima suddivisione amministrativa di Roma Capitale, l'unica ad affacciarsi sul mar Tirreno e a trovarsi interamente al di fuori del Grande Raccordo Anulare.

## Geografia fisica

### Territorio
Il territorio del municipio è l'unico di Roma Capitale che si affaccia sul mar Tirreno, dalla foce del fiume Tevere a nord ovest, al confine con il comune di Fiumicino, a sud, al confine con il comune di Pomezia, frazione di Villaggio Tognazzi. A nord ovest, il fiume Tevere lo separa dal comune di Fiumicino, dalla frazione di Vitinia (Municipio IX) alla foce.
Una parte consistente del territorio è occupata da aree verdi del Parco urbano Pineta di Castel Fusano, della pineta delle Acque Rosse e della tenuta presidenziale di Castelporziano. Al 2020 il municipio conta ben 12,29 km² di verde urbano.

## Storia
La zona del X Municipio era già abitata in età antica grazie alla fondazione della città antica di Ostia da parte dei romani nel VII secolo a.C., anche se alcuni ritrovamenti archeologici suggeriscono che l'attuale zona di Acilia sia identificabile con l'insediamento di Ficana, risalente al XII secolo a.C..
Nonostante l'importanza della colonia romana di Ostia, il territorio subì un drastico cambiamento con la caduta dell'Impero romano d'Occidente nel V secolo divenendo pressoché inabitato nel corso del Medioevo, fatta eccezione per il borgo di Gregoriopoli (nucleo dell'odierna frazione di Ostia Antica). Nonostante l'inospitalità del territorio, occupato principalmente da malsane paludi salmastre, lo Stato Pontificio si adoperò per difendere la foce del Tevere e il litorale di Roma costruendo diverse fortificazioni lungo l'intera linea costiera del Lazio (le cosiddette torri costiere del Lazio) come ad esempio la rocca di Ostia, tor San Michele e tor Boacciana.
L'intera area rinacque grazie alle opere di bonifica portate avanti dai ravennati tra la fine del XIX e l'inizio del XX secolo che spianarono la strada all'urbanizzazione della zona di Ostia in particolare. Buona parte degli edifici e delle infrastrutture della zona risale infatti ai primi anni del '900 come ad esempio la chiesa di Santa Maria Regina Pacis e la ferrovia Roma-Lido. Di pari passo si sviluppò lo sfruttamento degli arenili con la nascita dei primi stabilimenti balneari.
La suddivisione di Roma in venti circoscrizioni si ebbe nel 1972, e la zona litoranea fu compresa nel territorio della XIII Circoscrizione, confinante nord con la XII (Municipio IX) e la XV (Municipio XI), a sud con il mare, a ovest con la XIV Circoscrizione (che a partire dal 1992 si è trasformata nel comune di Fiumicino) e a est con il comune di Pomezia.
Negli ultimi decenni del XX secolo iniziò a farsi strada un movimento per la promozione dell'indipendenza del territorio municipale da Roma, che sfociò in due referendum nel 1989 e nel 1999, conclusisi rispettivamente con la vittoria del "No" e con il non raggiungimento del quorum.
Nel 2001 furono soppresse le circoscrizioni e sostituite con i municipi, che tuttavia mantennero grossomodo invariati i confini, mentre nel 2013, con la delibera nº 11 dell'11 marzo, l'Assemblea Capitolina istituì il X Municipio in luogo del precedente XIII.
Nel marzo del 2015 si dimette il presidente del municipio Andrea Tassone (PD), a seguito di un'inchiesta sui suoi rapporti con la mafia: viene poi arrestato e condannato a 5 anni per corruzione nel mezzo dell'inchiesta Mafia Capitale. Alle dimissioni di Tassone il Municipio viene brevemente retto dall'assessore Alfonso Sabella per poi procedere allo scioglimento, approvato dal Consiglio dei Ministri.
Nel 2017, dopo due anni di commissariamento, viene eletta la pentastellata Giuliana di Pillo.

## Monumenti e luoghi d'interesse

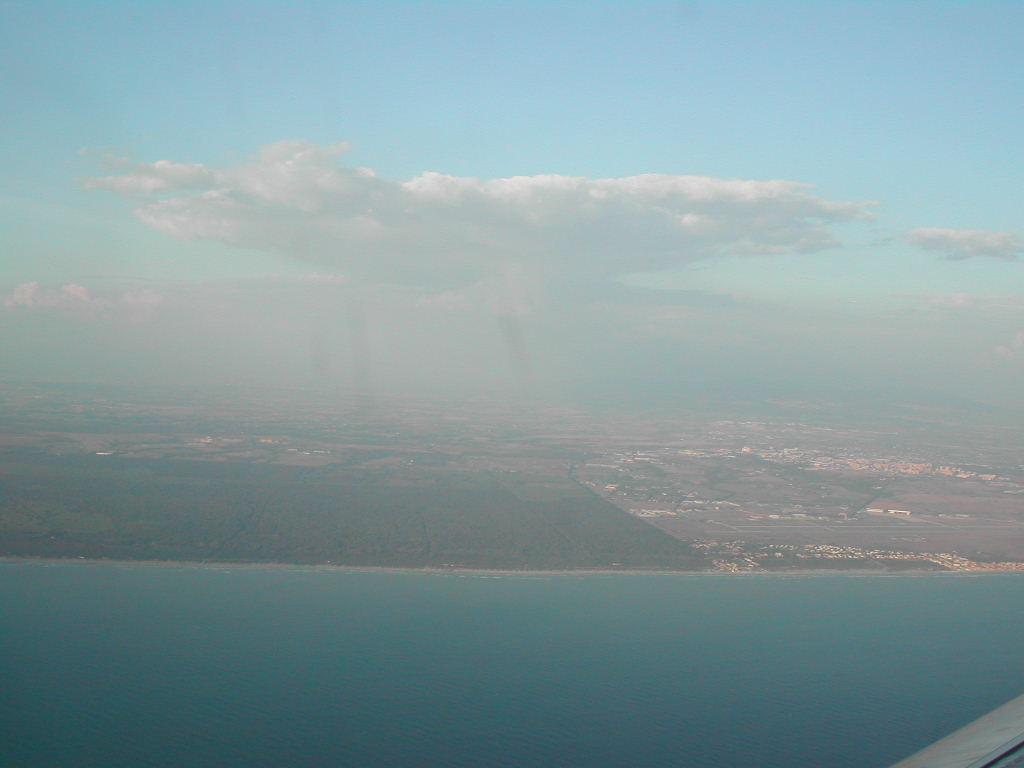
Castel Porziano

Il Municipio X presenta diverse attrazioni come il porto turistico di Roma (inaugurato nel 2001 e sequestrato nel 2015 nell'indagine contro Mauro Balini), il Centro Habitat Mediterraneo, un'oasi gestita dalla LIPU con annesso un parco dedicato alla memoria di Pier Paolo Pasolini, e il cinema multisala Cineland, ricavato dall'edificio dell'ex Meccanica Romana.
Di interesse archeologico sono invece gli scavi di Ostia antica, fondata dal Re di Roma Anco Marzio nel VII secolo a.C., situati in una vasta zona al confine con la via del Mare e il fiume Tevere.
Il Municipio dispone anche di vari parchi urbani e aree naturali, come il Parco della Madonetta (tra via Bruno Molajoli e via Tespi), il Parco urbano Pineta di Castel Fusano (lungo la via Cristoforo Colombo) e la Pineta delle Acque Rosse.

## Infrastrutture e trasporti

### Strade
Il Municipio X è collegato a Roma tramite la via del Mare, inaugurata nel 1927, la via Ostiense, riaperta nel 1928, e tramite la via Cristoforo Colombo, inaugurata il 28 ottobre 1939. La via Litoranea porta al vicino comune di Pomezia, mentre via Tancredi Chiaraluce e la strada statale 296, attraversando il ponte della Scafa, portano a Fiumicino.
Altre vie di grande importanza che attraversano il Municipio sono il Lungomare di Ostia, Via di Acilia e Viale dei Romagnoli.

### Ferrovie
Costruita nel 1924, la ferrovia concessa Roma-Lido (RL) collega le stazioni di Porta San Paolo e Cristoforo Colombo. Nel municipio sono presenti le stazioni di Acilia, Acilia Sud (in costruzione), Ostia Antica, Lido Nord, Lido Centro, Stella Polare, Castel Fusano e Cristoforo Colombo.
La Roma Lido si interscambia con la linea B della metropolitana presso le stazioni EUR Magliana e Basilica San Paolo ed è gestita da Cotral, azienda concessionaria del trasporto pubblico extraurbano della regione Lazio.

### Trasporto pubblico

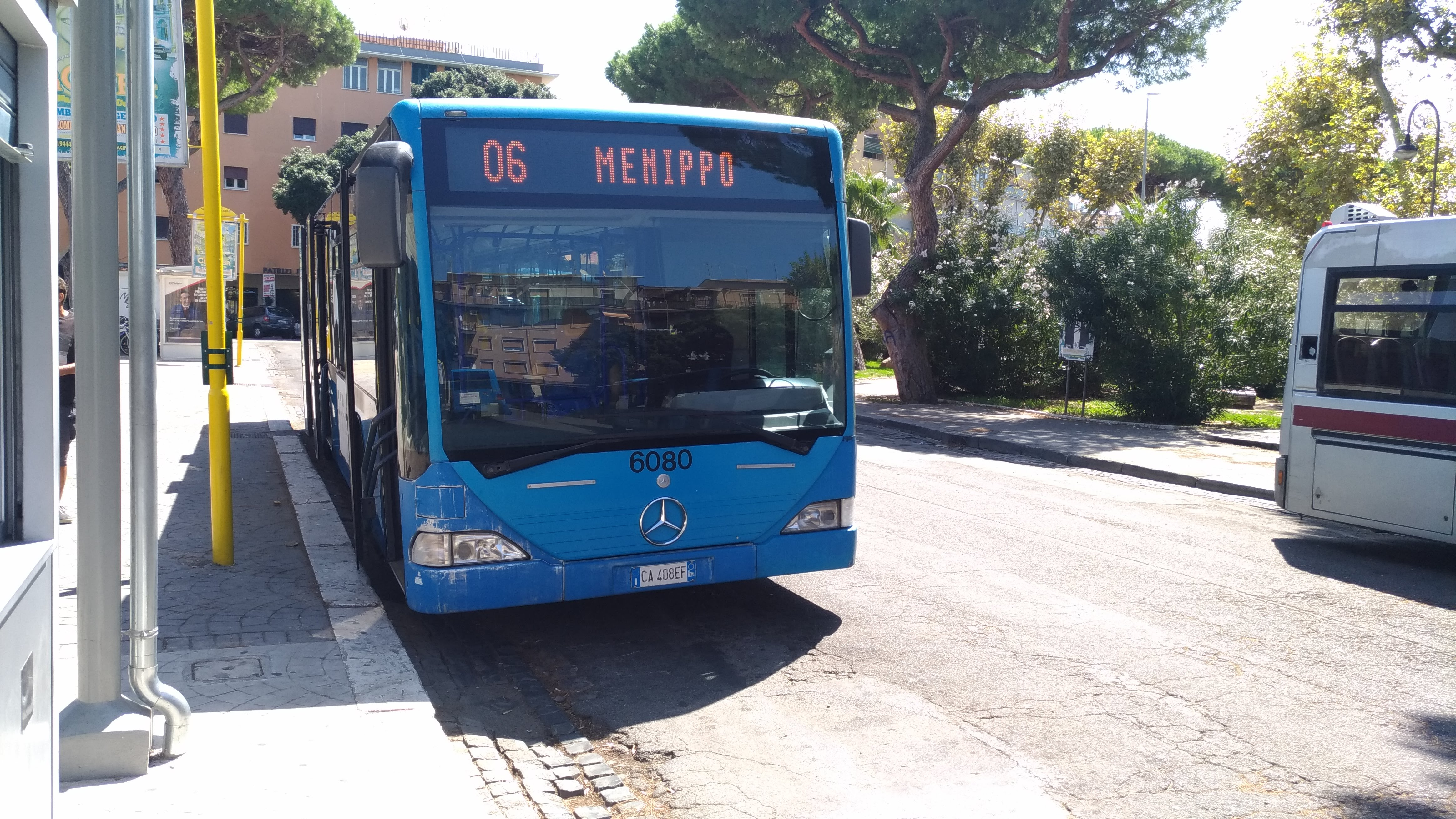
Mercedes-Benz Citaro di ATAC in servizio sulla linea 06

Nel Municipio X, oltre alla ferrovia Roma-Lido, è presente unicamente il trasporto su gomma operato da diverse linee autobus, gestite da ATAC, Cotral e Roma TPL. Sono assenti tranvie e filovie.
I capolinea principali del Municipio X sono le stazioni ferroviarie di Lido Centro e Acilia.

### Sanità
Il X Municipio è servito da un unico complesso ospedaliero, il Giovanni Battista Grassi, in via Gian Carlo Passeroni ad Ostia, perciò gli abitanti del X Municipio si rivolgono spesso anche agli ospedali romani più vicini, come l'Ospedale Sant'Eugenio.
È presente inoltre sul territorio anche la Casa della Salute di Ostia (ex San'Agostino), sul lungomare Paolo Toscanelli, il Centro Prelievi ASL Roma 3 a Casal Bernocchi e l'Istituto Clinico Cardiologico di Casal Palocco.

## Televisione
Il municipio vanta un'emittente televisiva locale (Canale 10) interamente dedicata al territorio del litorale romano.

## Geografia antropica

### Suddivisioni amministrative
La suddivisione urbanistica del territorio comprende le dieci zone urbanistiche dell'ex Municipio Roma XIII e la sua popolazione è così distribuita:
| Municipio Roma X    | Municipio Roma X | Municipio Roma X | Municipio Roma X |
| Denominazione       | Superficie       | Abitanti         |                  |
| ------------------- | ---------------- | ---------------- | ---------------- |
| 13A Malafede        | 6,35 km²         | 16 844           |                  |
| 13B Acilia Nord     | 9,12 km²         | 28 047           |                  |
| 13C Acilia Sud      | 7,14 km²         | 25 594           |                  |
| 13D Palocco         | 10,33 km²        | 27 120           |                  |
| 13E Ostia Antica    | 22,56 km²        | 17 207           |                  |
| 13F Ostia Nord      | 5,73 km²         | 43 291           |                  |
| 13G Ostia Sud       | 4,39 km²         | 36 413           |                  |
| 13H Castel Fusano   | 12,26 km²        | 1 494            |                  |
| 13I Infernetto      | 11,38 km²        | 29 838           |                  |
| 13X Castel Porziano | 61,49 km²        | 145              |                  |
| Non localizzati     | –                | 5 227            |                  |
| Totale              | 150,74 km²       | 231 220          |                  |

## Amministrazione
| Periodo          | Periodo          | Primo cittadino   | Partito                 | Carica      | Note              |
| ---------------- | ---------------- | ----------------- | ----------------------- | ----------- | ----------------- |
| dicembre 1997    | 25 marzo 2000    | Massimo Di Somma  | PDS                     | Presidente  | ex Municipio XIII |
| 18 maggio 2000   | 27 maggio 2001   | Paolo Orneli      | DS                      | Presidente  | ex Municipio XIII |
| 27 maggio 2001   | 29 maggio 2006   | Davide Bordoni    | Forza Italia            | Presidente  | ex Municipio XIII |
| 29 maggio 2006   | 28 aprile 2008   | Paolo Orneli      | Partito Democratico     | Presidente  | ex Municipio XIII |
| 28 aprile 2008   | 10 giugno 2013   | Giacomo Vizzani   | il Popolo della Libertà | Presidente  | ex Municipio XIII |
| 10 giugno 2013   | 28 aprile 2015   | Andrea Tassone    | Partito Democratico     | Presidente  | [ 6 ]             |
| 28 aprile 2015   | 27 agosto 2015   | Alfonso Sabella   |                         | Commissario | [ 7 ]             |
| 27 agosto 2015   | 20 novembre 2017 | Domenico Vulpiani |                         | Commissario |                   |
| 20 novembre 2017 | 17 ottobre 2021  | Giuliana Di Pillo | Movimento 5 Stelle      | Presidente  | [ 8 ] [ 9 ]       |
| 18 ottobre 2021  | in carica        | Mario Falconi     | Partito Democratico     | Presidente  | [ 10 ]            |